# On My Mind
On My Mind – pierwszy singel angielskiej piosenkarki Ellie Goulding, promujący jej trzeci album studyjny, zatytułowany Delirium. Twórcami tekstu utworu są Ellie Goulding, Max Martin, Savan Kotecha, Ilya Salmanzadeh, natomiast jego produkcją zajęli się Martin i Ilya. Singel swoją premierę miał 17 września 2015 roku. Teledysk został wyreżyserowany przez Emila Nava, a inspirowany był filmem Thelma i Louise.

## Kompozycja
„On My Mind” pod względem muzycznym łączy w sobie przede wszystkim muzykę electropop oraz R&B. Utwór został napisany w tonacji d-moll z umiarkowanym tempem 156 uderzeń na minutę. Wokal Goulding został przedstawiony w wysokości od D4 do D5.

## Lista utworów
- CD single[6]

1. „On My Mind” – 3:35
2. „On My Mind” (Jax Jones Remix) – 4:13

- CD single (HMV exclusive)[7]

1. „On My Mind” – 3:35
2. „On My Mind” (Jax Jones Remix) – 4:13
3. „On My Mind” (Courage Remix) – 4:04

- Digital download – Remixes[8]

1. „On My Mind” (Jax Jones Remix) – 4:13
2. „On My Mind” (Metronomy Remix) – 3:11
3. „On My Mind” (Courage Remix) – 4:04

- Digital download – MK Remix[9]

1. „On My Mind” (MK Remix) – 6:11
2. „On My Mind” (MK Dub) – 6:10

## Notowania i certyfikaty
| Lista (2015–16)                           | Najwyższa pozycja |
| ----------------------------------------- | ----------------- |
| Australia (ARIA)                          | 3                 |
| Austria (Ö3 Austria Top 40)               | 14                |
| Belgia (Ultratop Flandria)                | 10                |
| Belgia (Ultratop Walonia)                 | 18                |
| Czechy (Rádio Top 100)                    | 33                |
| Czechy (Singles Digitál Top 100)          | 5                 |
| Dania (Tracklisten)                       | 16                |
| Finlandia (Suomen virallinen lista)       | 8                 |
| Francja (SNEP)                            | 54                |
| Hiszpania (PROMUSICAE)                    | 19                |
| Holandia (Dutch Top 40)                   | 8                 |
| Holandia (Single Top 100)                 | 11                |
| Irlandia (IRMA)                           | 6                 |
| Izrael (Media Forest)                     | 9                 |
| Kanada (Canadian Hot 100)                 | 10                |
| Niemcy (Media Control Charts)             | 9                 |
| Norwegia (VG-lista)                       | 14                |
| Nowa Zelandia (Recorded Music NZ)         | 4                 |
| Polska (AirPlay – Top)                    | 37                |
| Słowacja (Rádio Top 100)                  | 20                |
| Słowacja (Singles Digitál Top 100)        | 2                 |
| Słowenia (SloTop50)                       | 22                |
| Stany Zjednoczone (Billboard Hot 100)     | 13                |
| Stany Zjednoczone (Adult Contemporary)    | 16                |
| Stany Zjednoczone (Adult Top 40)          | 1                 |
| Stany Zjednoczone (Top 40 Mainstream)     | 5                 |
| Szkocja (Official Charts Company)         | 7                 |
| Szwajcaria (Schweizer Hitparade)          | 17                |
| Szwecja (Sverigetopplistan)               | 18                |
| Węgry (Single Top 40)                     | 19                |
| Wielka Brytania (Official Charts Company) | 5                 |
| Włochy (FIMI)                             | 16                |

| Lista (2015)                              | Najwyższa pozycja |
| ----------------------------------------- | ----------------- |
| Australia (ARIA)                          | 74                |
| Holandia (Dutch Top 40)                   | 50                |
| Holandia (Single Top 100)                 | 90                |
| Niemcy (Media Control Charts)             | 86                |
| Wielka Brytania (Official Charts Company) | 75                |
| Włochy (FIMI)                             | 95                |
| Lista (2016)                              | Najwyższa pozycja |
| Kanada (Canadian Hot 100)                 | 78                |
| Stany Zjednoczone (Billboard Hot 100)     | 81                |
| Stany Zjednoczone (Adult Contemporary)    | 37                |
| Stany Zjednoczone (Adult Top 40)          | 18                |
| Stany Zjednoczone (Top 40 Mainstream)     | 37                |

| Państwo                  | Status             |
| ------------------------ | ------------------ |
| Australia (ARIA)         | 2× platynowa płyta |
| Belgia (BEA)             | złota płyta        |
| Dania (IFPI Dania)       | złota płyta        |
| Hiszpania (PROMUSICAE)   | platynowa płyta    |
| Kanada (Music Canada)    | platynowa płyta    |
| Norwegia (IFPI Norwegia) | platynowa płyta    |
| Nowa Zelandia (RMNZ)     | platynowa płyta    |
| Polska (ZPAV)            | 2× platynowa płyta |
| Stany Zjednoczone (RIAA) | platynowa płyta    |
| Szwecja (GLF)            | platynowa płyta    |
| Wielka Brytania (BPI)    | złota płyta        |
| Włochy (FIMI)            | platynowa płyta    |

## Historia wydania
| Region            | Data                 | Format                     | Wytwórnia                      | Źródło |
| ----------------- | -------------------- | -------------------------- | ------------------------------ | ------ |
| Świat             | 17 września 2015     | digital download           | Polydor                        | [ 65 ] |
| Włochy            | 18 września 2015     | Contemporary hit radio     | Universal                      | [ 66 ] |
| Stany Zjednoczone | 22 września 2015     | Contemporary hit radio     | Cherytree, Interscope          | [ 67 ] |
| Świat             | 16 października 2015 | Digital download (Remixes) | Cherytree, Interscope, Polydor | [ 68 ] |